# Raionul Bucea, Kiev
Bucea (în ucraineană Бучанський район, transliterat: Buceanskîi raion) este un raion în regiunea Kiev, Ucraina. Are reședința la Bucea.
Are o suprafață de 1.544,3 km². Populația este de 339.500 locuitori, determinată în 2020.